# Saint-Sigismond (Loiret)
Saint-Sigismond – miejscowość i gmina we Francji, w Regionie Centralnym, w departamencie Loiret.
Według danych na rok 1990 gminę zamieszkiwały 224 osoby, a gęstość zaludnienia wynosiła 15 osób/km² (wśród 1842 gmin Regionu Centralnego Saint-Sigismond plasuje się na 916. miejscu pod względem liczby ludności, natomiast pod względem powierzchni na miejscu 885.).